# Malina (dopływ Morawy)
Malina – kanał na Záhoriu, przepływający przez terytorium powiatu Malacky. Jest to lewostronny dopływ Morawy, długości 47 km. Przy powierzchni dorzecza 516,6 km², przepływ wody w ujściu wynosi średnio 1,8 m³/s.
Ma źródło w Małych Karpatach, a dokładniej w Penzinskich Karpatach, pod wzgórzem Tri kopce (661,8 m) na wysokości około 610 m n.p.m.
Początkowo płynie na północny zachód, tworzy Modrańską dolinę i skręca na zachód. Wpływa do Niziny Borskiej, zasila zbiornik Kuchyňa i przepływa wsią Kuchyňa w dwóch oddzielnych równoległych korytach. Za wsią łączy się z powrotem do jednego koryta i płynie krótki odcinek na północny zachód.
Potem wkracza na terytorium poligonu Záhorie, od prawej wpływa do niej Cabadov jarok, zasila Tretí rybník, do którego z południa uchodzi Pernecká Malina z dopływem Kuchynská Malina. Od razu zasila także Štvrtý rybník i łukiem zakręca na południowy zachód. Opuszcza poligon i przepływa przez Malacky, dalej wpada do niej z lewej Balážov potok, Tančibocký potok i z prawej Ježovka. Na zbiegu z tymi trzema dopływami wydzielone są Jakubovské rybníky. 
Dalej płynie w kierunku zachodnim przy wsi Jakubov i szybko zakręca na południe, a po chwili na południowy wschód i płynie równolegle z Zohorským kanałem na prawym brzegu. Łukiem skręca na wschód, wpada do niej Močiarka (144 m n.p.m.) i znów płynie na południe. Wpływa do niej Suchý potok niedaleko wsi Láb, przepływa brzegiem wsi Zohor, wpada w nią z lewej Zohorský potok, a z prawej drugie ramię Močiarki, i na sam koniec z lewej Stupavský potok. W okolicach Devínskego jazera uchodzi do Morawy.